# John Ramsbottom (Mykologe)

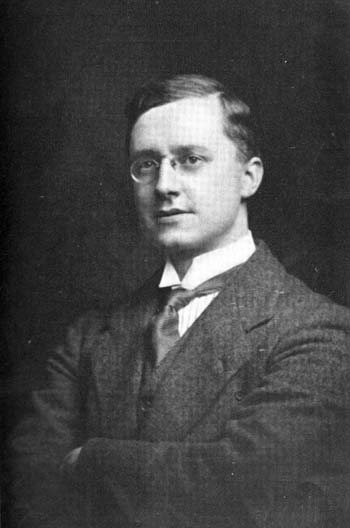
John Ramsbottom

John Ramsbottom (* 15. Oktober 1885; † 14. Dezember 1974) war ein britischer Mykologe. Sein offizielles botanisches Autorenkürzel lautet „Ramsb.“

## Leben
Ramsbottom war ab 1910 Keeper für Mykologie am Natural History Museum (als Nachfolger von Vernon Herbert Blackman). 1950 ging er dort in den Ruhestand. Seine Assistenten waren Jack B. Evans und Frances L. Stephens (später Frances L. Balfour-Browne), die seine Nachfolgerin wurde. Von Ramsbottom stammen auch populärwissenschaftliche Bücher über Pilze wie Mushrooms and Toadstools von 1953.
1965 erhielt er die Linné-Medaille. 1937 bis 1940 war er Präsident der Linnean Society of London. Er war Sekretär und zweimal Präsident der British Mycological Society (deren Transactions er lange Jahre herausgab) und 1928 bis 1931 Präsident des Quekett Microscopical Club. 1943 bis 1972 war er Präsident der  Society for the History of Natural History und danach Ehrenmitglied.

## Schriften
- A handbook of the larger British Fungi British Museum, Department of Botany, London 1923
- Edible fungi, Penguin Books, London 1943 (King Penguin Book 13)
- Poisonous fungi, Penguin Books, London 1945 (King Penguin Book 23)
- Mushrooms and Toadstools: A Study of the Activities of Fungi, Collins, London 1953